# 愛川柚季
愛川柚季（日語：愛川 ゆず季，1983年5月16日—），是日本愛媛縣新居濱市出身的寫真偶像、演員、前職業摔角選手。

## 人物
- 1983年生於愛媛縣新居濱市，父親是當地果汁食品公司老闆。[1]
- 「柚季」是本名，出自那時正值生產「花柚季」商品，與「柚子」相干[1]。中意愛好者取的暱稱[10]，自己也跟著使用。[2]同屬經紀公司前輩若槻千夏則稱她。
- 高校入学、退出古典芭蕾後一口氣胖了20公斤左右，來到東京覺得這樣下去不行，重拾芭蕾、開始練跆拳道才減肥成功，唯獨胸部瘦不下來，從此擁有豐滿胸圍。[2]
- 2002年為留学而到東京外語学校進修，畢業之際在109百貨被星探發掘，[2]翌年男性雜誌泳裝寫真出道。
- 曾一度於2004年4月20日号《FLASH EX》雜誌以名義刊載，當時資料是1984年生。
- 2005年和同經紀公司的相澤仁美、澀谷真由等人一起選為SUPER GT形象大使「P-ch!」。同濱田翔子、西田奈津美、吉田智美則獲選「Nittelegenic 2005」成員。
- 2010年10月至2013年4月期間轉入職業摔角界活動。與美鬥陽子（日语：美闘陽子）合稱「BY砲」（Bito＋Yuzuki）。
- 2014年4月，其妹亦以「愛川瑞季」名義，一同主持職業摔角團體相關節目出道。[11][12]

## 外部連結
- http://talent.platinumproduction.jp/aikawayuzuki/ （页面存档备份，存于） （日語）
- （日語）
- http://gree.jp/aikawa_yuzuki/ （页面存档备份，存于） （日語）
- http://ameblo.jp/yuzuponpon/ （页面存档备份，存于） （日語）
- 愛川柚季的Instagram帳戶 （日語）
- 愛川柚季的X（前Twitter） （日語）
- （日語）